# Michael Anthony Hill
Michael Anthony Hill (Alexandria, Luisiana, 12 de fevereiro de 1980) é um matemático estadunidense, especialista em topologia algébrica.
Estudou na Universidade Harvard (bacharelado em 2002) e no Instituto de Tecnologia de Massachusetts, onde obteve um doutorado em 2006, orientado por Michael Jerome Hopkins, com a tese Computational Methods for Higher Real K-Theory with Applications to Tmf. Foi inicialmente pós-doutorando na Universidade Harvard e mais tarde Whyburn Instructor e depois professor assistente e a partir de 2010 professor associado na Universidade da Virgínia. Em 2015 foi para a Universidade da Califórnia em Los Angeles.
Com Douglas Ravenel e Michael Jerome Hopkins resolveu o problema do invariante 1 de Kervaire em 2009. O problema questiona sobre as possíveis dimensões das variedades com o invariante 1 de Kervaire (de acordo com Michel Kervaire) e era um problema aberto há muito tempo de topologia algébrica. Lidou com a teoria da homotopia e formas modulares em topologia.
Foi palestrante convidado do Congresso Internacional de Matemáticos em Seul (2014: On the non-existence of elements of Kervaire invariant one). Em 2022 recebeu o Prêmio Oswald Veblen de Geometria.